# Wilhelm Schulze
Wilhelm Emil Heinrich Schulze, född den 15 december 1863 i Burgsteinfurt, död den 16 januari 1935 i Berlin, var en tysk språkvetenskapsman.
Schulze, som blev filosofie doktor i Greifswald 1887 (hans doktorsavhandling, Quæstionum Homericarum specimen, ingår i det nedannämnda arbetet "Quæstiones epicæ"), var professor i indoeuropeisk språkvetenskap efter vartannat i Marburg, Göttingen och Berlin, där han 1901 efterträdde Johannes Schmidt. Han var sedan 1905 medutgivare av "Zeitschrift für vergleichende Sprachforschung".
Bland hans mest betydande skrifter kan nämnas De reconditioribus quibusdam nominum in -YE exeuntium formis (i "Commentationes philologæ in honorem sodalitii philologorum Gryphiswaldensis", 1887), Quæstiones epicæ (1892), Orthographica (1894), Zur Geschichte lateinischer Eigennamen (1904, i "Abhandlungen der Königlichen Gesellschaft der Wissenschaften zu Göttingen. Philologisch-historische Klasse. Neue Folge", band V, 2); många uppsatser i "Zeitschrift für vergleichende Sprachforschung" samt i "Sitzungsberichte der königlichen preussischen Akademie der Wissenschaften", såsom Lit. kláusiu und das indogermanische Futurum (1904), Etymologisches (1910), Der Tod des Kambyses (1912).